# Turbine Halle
Turbine Halle – niemiecki klub piłkarski, mający swoją siedzibę w mieście Halle leżącym w Saksonii-Anhalt w środku kraju.

## Historia
Chronologia nazw:
- 1900: Hallesche Fußball-Club Wacker
- 1945: klub rozwiązano
- 1946: Sportgemeinschaft (SG) Halle-Glaucha
- 1948: SG Freiimfelde Halle
- 6.04.1949: fuzja z ZSG der VEB Halle
- 25.05.1949: ZSG Union Halle - po fuzji z BSG KWU Halle
- 15.07.1950: BSG Turbine Halle
- 18.09.1954: klub rozwiązano - po założeniu SC Chemie Halle-Leuna
- 1954: BSG Turbine Halle
- 1964: fuzja z HSG Wissenschaft Halle
- 1990: UTSV Turbine Halle
- 1995: Turbine Halle e.V.

Piłkarski klub Hallesche Fußball-Club Wacker został założony w Halle w 1900 roku. Wśród innych klubów z Halle, takich jak VfL Halle 1896, Borussia Halle i Sportfreunden Halle, Wacker grał przez wiele lat w mistrzostwach Środkowych Niemiec. W 1921 i 1928 klub zdobył tytuł mistrza i zakwalifikować się do finału Mistrzostw Niemiec. W 1921 klub dotarł do półfinału, przegrywając z przyszłym mistrzem Niemiec 1. FC Nürnberg. W 1928 na etapie ćwierćfinału przegrał 0:3 z Bayernem Monachium. Po raz ostatni klub zakwalifikował do etapu finałowego mistrzostw Niemiec jako mistrz Gauliga Mitte w sezonie 1933/34, ale po zajęciu ostatniego 4.miejsca w grupie D nie awansował do półfinałów. Po 45 latach klub został rozwiązany w 1945 roku przez wojska radzieckie, które stacjonowały we Wschodnich Niemczech. 
W 1946 kilku piłkarzy byłego Wacker założyli nowy klub o nazwie SG Halle-Glaucha, korzenie jego wywodzą się z istniejącego przed wojną klubu. Dwa lata później został przemianowany na SG Freiimfelde Halle. W 1948 klub jako jeden z dwóch przedstawicieli od Saksonii-Anhalt startował w pierwszych rozgrywkach Ostzonenmeisterschaft. W ćwierćfinale i półfinale pokonał SG Wismar-Süd i SG Meerane, ale w finale przegrał 0:1 z SG Planitz. 6 kwietnia 1949 do klubu dołączyła sekcja piłkarska przy ZSG der VEB Halle. 25 maja 1949 po fuzji z BSG KWU Halle klub przyjął nazwę ZSG Union Halle. W drugich rozgrywkach Ostzonenmeisterschaft klub w finale zwyciężył 4:1 SG Fortuna Erfurt i zdobył tytuł mistrzowski. W tym samym roku ZSG Union Halle był członkiem założycielem nowej DDR-Oberligi. 
W sezonie 1949/50 startował w DDR-Oberlidze, zajmując 5.miejsce. 15 lipca 1950 klub zmienił nazwę na BSG Turbine Halle. W sezonie 1950/51 był szóstym w końcowej klasyfikacji ligowej, a w 1952 po raz drugi został mistrzem NRD. W sezonie 1952/53 zajął 13.miejsce, a w 1953/54 uplasował się na 8 lokacie. 
W 1954 roku kierownictwo sportu NRD przyjęło nową reformę strukturalną i skłoniło do organizacji klubów sportowych z połączenia sekcji piłki nożnej drużyn sportowych z lokalnych firm. 18 września 1954 po przymusowej integracji z innymi sekcjami piłkarskimi powstał klub SC Chemie Halle-Leuna, który zajął miejsce Turbine Halle w DDR-Oberlidze.
Sekcja piłkarska Turbine Halle jednak pozostała i w 1954 startowała w regionalnych rozgrywkach Bezirksliga Halle. W 1964 do klubu dołączył HSG Wissenschaft Halle. Do 1986 zespół występował w Okręgowej Lidze Halle, po czym spadł do klasy okręgowej, czwartej ligi piłki nożnej w NRD. 
W 1990 po zjednoczeniu Niemiec, dawny sponsor wycofał wsparcie finansowe, w związku z czym klub został przekształcony w stowarzyszenie obywatelskie UTSV Turbine Halle. W sezonie 1993/94 startował w Stadtoberliga Halle. W 1995 przyjął obecną nazwę Turbine Halle e.V.. Potem grał w lokalnych mistrzostwach miasta. Od sezonu 2008/09 ponowne pojawił się w rozgrywkach krajowych Saksonii-Anhalt (8.Liga).

## Sukcesy

### Trofea międzynarodowe
Nie uczestniczył w rozgrywkach europejskich (stan na 31-05-2017).

### Trofea krajowe
Niemcy
| \| \| Zdobyte trofea w rozgrywkach Niemiec (stan na: 31-05-2017) \| |                                                            |      |                             |
| Rozgrywki                                                           | Osiągnięcie                                                | Razy | Sezon(y)                    |
| · Mistrzostwo                                                       | I miejsce                                                  | 0    |                             |
| · Mistrzostwo                                                       | II miejsce                                                 | 0    |                             |
| · Mistrzostwo                                                       | III miejsce                                                | 1    | 1920/22 (jako półfinalista) |
| · Puchar                                                            | zdobywca                                                   | 0    |                             |
| · Puchar                                                            | finalista                                                  | 0    |                             |
| II liga                                                             | I miejsce                                                  | 0    |                             |
| II liga                                                             | II miejsce                                                 | 0    |                             |
| II liga                                                             | III miejsce                                                | 0    |                             |
|                                                                     | Zdobyte trofea w rozgrywkach Niemiec (stan na: 31-05-2017) |      |                             |

NRD
| \| \| Zdobyte trofea w rozgrywkach Niemiec (stan na: 31-05-2017) \| |                                                            |      |               |
| Rozgrywki                                                           | Osiągnięcie                                                | Razy | Sezon(y)      |
| · Mistrzostwo                                                       | I miejsce                                                  | 2    | 1949, 1951/52 |
| · Mistrzostwo                                                       | II miejsce                                                 | 1    | 1948          |
| · Mistrzostwo                                                       | III miejsce                                                | 0    |               |
| · Puchar                                                            | zdobywca                                                   | 0    |               |
| · Puchar                                                            | finalista                                                  | 0    |               |
| II liga                                                             | I miejsce                                                  | 0    |               |
| II liga                                                             | II miejsce                                                 | 0    |               |
| II liga                                                             | III miejsce                                                | 0    |               |
|                                                                     | Zdobyte trofea w rozgrywkach Niemiec (stan na: 31-05-2017) |      |               |

## Stadion
Klub rozgrywa swoje mecze domowe na stadionie Sportanlage Felsen w Halle, który może pomieścić 1000 widzów.